# Vâlcelele, Vrancea
Vâlcelele (în trecut, Strâmba) este un sat în comuna Corbița din județul Vrancea, Moldova, România.